# 村井満
村井 満（むらい・みつる、1959年8月2日 - ）は、日本の実業家。株式会社ONGAESHI Holdings代表取締役CEO、ぴあ株式会社社外取締役、株式会社WOWOW社外取締役。
日本プロサッカーリーグ理事長（Jリーグチェアマン）を4期8年勤め、現在は日本バドミントン協会会長を務める。

## 来歴
1959年8月2日、埼玉県川越市出身。埼玉県立浦和高等学校から早稲田大学法学部に進学。在学中は早稲田精神昂揚会に所属。卒業後、1983年に日本リクルートセンター（現在のリクルート）に入社。同期にアニメ映画プロデューサーの鶴宏明などがいた。
リクルート入社後は東京・秋葉原の営業所配属となり、近辺の中小電気ショップを中心に求人広告の営業活動の業務を行っていた。
1988年に発生したリクルート事件とほぼ時を同じくして営業部門から人事部門に異動となり、人事畑での業務が中心となり、2000年に人事担当の執行役員に就任。2004年に本社執行役員兼務でリクルートエイブリック（後にリクルートエージェント）代表取締役社長に就任。2011年まで社長を務めた。
2011年にリクルート本社執行役員（アジア担当）のまま、RGF Hong Kong Limited（香港法人）社長に就任し、2013年3月まで務めた後に同社チェアマン（会長）に昇格、また本社執行役員は2012年9月で退任している。
リクルート執行役員時代の2008年に日本プロサッカーリーグ理事に選任。以後、2013年まで務める。
2014年1月16日、大東和美の後を受けて第5代日本プロサッカーリーグ理事長（Jリーグチェアマン）に就任することが内定し、1月31日に正式に就任した。村井の前任は初代の川淵三郎を除いてJリーグクラブの代表歴のある人物が就任しており、クラブ運営経験のない人物がチェアマン就任という異例の人事となった。規約上の最長任期である4期8年 の間チェアマンを務め、2022年3月15日の社員総会を持って退任。同日付で日本プロサッカーリーグの名誉会員に選任された。

## サッカーとの関わり
村井は中学時代まではバスケットボール部に所属していたが、梶原一騎原作の漫画『赤き血のイレブン』の影響でサッカーに関心を持ち、1975年に埼玉県立浦和高等学校に進学しサッカー部に入部すると、ポジションはゴールキーパーを務めた。
監督の倉持守三郎やコーチの柴田宗宏から指導を受け、1年時の全国高等学校サッカー選手権大会埼玉県予選では控えキーパーとしてベスト4進出（全国優勝した浦和南高等学校に0-1で敗退）、2年時には正キーパーとして 全国高等学校サッカー選手権大会埼玉県予選でベスト8進出（全国優勝した浦和南高等学校に0-2で敗退）、3年時には控えキーパーとして 全国高等学校サッカー選手権大会埼玉県予選でベスト8進出（武南高等学校に0-2で敗退）を経験した。
高校卒業後は本格的な競技から遠ざかっているため自身は「素人」と称しているが、一方で熱心なサッカーファンでもあり、大学在学中の1979年に日本で行われた1979 FIFAワールドユース選手権を観戦、1997年に行われた1998 FIFAワールドカップ・アジア予選の第3代表決定戦・日本対イラン戦の際には社業を抜け出して現地へ観戦に訪れたという（当時の役職は人事部長）。また埼玉県出身ということもあって浦和レッドダイヤモンズのサポーターでもあり、1992年のJリーグヤマザキナビスコカップの浦和レッズの大宮サッカー場での第1戦の観戦の他、1993年のJリーグ開幕から浦和駒場スタジアムのシーズンチケットを保有していた（保有はJリーグの社外理事になるまで）。また浦和レッズがJ2に落ちた年にはホームアウェイを含めた全試合の観戦をしている他、2007年ACLの決勝戦はセパハンとのイランでのアウェイの試合、ホーム埼玉スタジアムの試合も観戦している。さいたま市に本部がある『Jリーグの理念を実現する市民の会』理事でもある。

## Jリーグチェアマンとしての実績
在任中、「魚と組織は天日にさらすと日持ちがよくなる」を口癖のごとく述べ、ポジティブな情報だけでは無くネガティブな情報も迅速かつ積極的にオープンにし、組織改革に取り組んだ。就任直後からサッカーの本質を考えた際に「サッカーはミスのスポーツである」という結論に至り、PDCAサイクルにおいて「Do（実行）」と「Check（評価）」の間に「Miss（失敗）」を置き、「PDMCA（サイクル）」と位置づけて、一定の範囲でミスを許容する姿勢を持った。
迅速な情報開示と意思決定の代表例として知られるのが浦和レッズ差別横断幕事件への対処である。チェアマン就任から間もない2014年3月8日、Jリーグディビジョン1第2節の浦和レッズ 対 サガン鳥栖でホーム側ゴール裏スタンドのゲート付近に差別的横断幕が掲出された問題に際しては、ホームとなる浦和に対して、Jリーグ史上初となる1試合の無観客試合の制裁を決定した。
就任以降、リーグ経営基盤の拡大を掲げ、2014年12月には明治安田生命保険と翌2015シーズンから2018シーズンまでの4シーズンにわたるタイトルパートナー契約を締結した ほか、2015年3月にはスカパーJSAT株式会社と2015から5シーズンにわたる海外放送権販売契約を締結する などし、事業収入増を果たしている。
また、『魅力的なフットボール』『スタジアム整備』『デジタル技術の活用』『国際戦略』『経営人材の育成』を「5つの重要戦略」として掲げ、さまざまな改革に取り組んでいる。2015年には重要戦略の一つである経営人材育成事業として「Jリーグヒューマンキャピタル」を設立。第一弾事業として、立命館大学との提携講座を開設した。
2016年3月9日にチェアマン再任を果たし、強化・育成部門のトップとして、前・日本サッカー協会専務理事の原博実を副理事長に迎える新理事体制も発表した。

## その他の役職
- NPO法人大学教育と就職活動のねじれを直し、大学生の就業力を向上させる会 理事
- 金沢工業大学客員教授（非常勤）
- 川野小児医学奨学財団 評議員
- NPO法人健康寺子屋 理事
- 一般社団法人日本人材紹介事業協会 顧問
- WOWOW放送番組審議会委員（2019年12月～）